# Aldabrachelys abrupta
Aldabrachelys abrupta is een uitgestorven reuzenschildpad uit de familie van de landschildpadden (Testudinidae). De soort kwam tot mogelijk vijfhonderd jaar geleden endemisch voor in Madagaskar.

## Leefwijze
Aldabrachelys abrupta leefde zowel in de kuststreken als in de koelere hooglanden. Samen met de nijlpaarden namen Aldabrachelys abrupta en de verwante Aldabrachelys grandidieri de rol van grote grazer in in Madagaskar. Aldabrachelys abrupta was een knabbelaar en voedde zich met struiken en laaghangende takken.

## Ecologie
Het was een grote soort, ongeveer 115 cm lang. Het was oorspronkelijk een van de zes endemische schildpadsoorten van Madagaskar (twee grote Aldabrachelys; drie middelgrote Astrochelys; twee kleine Pyxis). Hij was verwant met de andere reuzenschildpaddensoort van Madagaskar, de Grandidier-reuzenschildpad (Aldabrachelys grandidieri (ook uitgestorven)), en beide soorten bevolkten zowel de kusten als de koelere hooglanden van Madagaskar, waar ze de rol van grote grazers vervulden. Aldabrachelys abrupta was een grazer van struiken en laaghangende takken en Aldabrachelys grandidieri was een grazer van grazige weiden en wetlands.
In tegenstelling tot zijn zustersoort, die een laag, afgeplat schild had, had Aldabrachelys abrupta een hoog, gewelfd schild.

## Uitsterven
Materiaal van deze soort is gedateerd op 750-2850 jaar voor onze jaartelling (circa 830 voor Christus - circa 1270 na Christus) en lijkt wijd verspreid te zijn geweest over Madagaskar. Men schatte dat de soort was uitgestorven tussen circa 1200 - 1300 na Christus. Overblijfselen met betwiste datering suggereren echter dat sommige overleefden tot ten minste 1500, en het lijkt erop dat de soort een aanzienlijke tijd heeft overleefd in coëxistentie met mensen, voordat hij uiteindelijk uitstierf.